# Pawn Stars
Pawn Stars is een Amerikaanse realityserie van de televisiezender History en wordt geproduceerd door Leftfield Pictures. De serie speelt zich af in Las Vegas in het pandjeshuis de Gold & Silver Pawn Shop van de familie Harrison.

## Opzet
Dit familiebedrijf  bestaat sinds 1989 en is 24 uur per dag open. Nadat eigenaar Rick Harrison in de loop van vier jaar zijn idee voor de show zonder succes aan diverse televisiezenders had gepresenteerd, werd hij zelf benaderd door Leftfield Pictures. Het televisieprogramma startte in 2009. Binnen korte tijd was Pawn Stars een van de populairste realityshows in de VS en was het aantal dagelijkse bezoekers aan de Gold & Silver Pawn Shop vertienvoudigd. Er moest meer personeel worden aangenomen en klanten moesten vaak buiten in een rij wachten voordat ze naar binnen konden. Tijdens tv-opnamen is de winkel tijdelijk gesloten en wordt een beperkt aantal klanten toegelaten. De meeste klanten die in beeld komen, hebben iets te verkopen. Dat degenen die iets komen verpanden nauwelijks te zien zijn, komt volgens Rick Harrison doordat zij niet geneigd zijn hun financiële situatie op de televisie te openbaren. 
De presentatie wordt gedaan door Richard 'Old Man' Harrison en zijn zoon Rick Harrison, diens zoon Corey 'Big Hoss' Harrison, en Corey's jeugdvriend Austin 'Chumlee' Russell. In de serie is te zien hoe klanten een verscheidenheid aan spullen proberen te verkopen of te verpanden. Veel items zijn memorabilia, gerelateerd aan de geschiedenis van de Verenigde Staten. Regelmatig komen experts bepaalde voorwerpen taxeren waarvan men zelf de waarde niet weet, en/of de echtheid bepalen van historische items. Rick, zijn zoon Corey en de experts geven vaak achtergrondformatie bij de aangeboden items. Ook de onderhandelingen over de inkoopprijs en de uiteindelijke deal (of niet) zijn in het programma te zien. Danny Koker ('the Count'), die zijn eigen programma's heeft op televisie, waarin hij auto's en motors opknapt naar persoonlijke wensen, is een van de experts in het programma, die veel gevraagd wordt door de mannen van Pawn Stars en een echte vriend is van Rick Harrison.
De serie volgt ook de onderlinge relaties en (gespeelde) conflicten tussen de castleden, waarbij het geduld van Rick Harrison vaak op de proef wordt gesteld, met name door 'Big Hoss' en 'Chumlee'. Vooral de laatste is het mikpunt van plagerijen, waarop hij meestal laconiek reageert met opmerkingen in de trant van "wacht maar!". Voor Chumlee was aanvankelijk geen prominente rol in de show weggelegd, maar hij werd zo populair bij de kijkers dat ook hij een vooraanstaande positie kreeg. Richard 'Old Man' Harrison hangt ogenschijnlijk doelloos rond in de winkel, maar hij is medeoprichter en -eigenaar en er ontgaat hem niets. Hij geeft gevraagd en ongevraagd advies en daagt de anderen uit met knorrige opmerkingen. Vooral Chumlee moet het soms zwaar ontgelden, maar hij haalt samen met Chumlee ook grappen uit met Corey en Rick Harrison. Richard Harrison trok zich terug in de zomer van 2017 en stierf een jaar later aan de ziekte van Parkinson, zodat hij in latere afleveringen niet meer voorkomt. Zowel hij als zijn zoon en kleinzoon (Rick en Corey) heten Richard. Om onderscheid te maken, werd Richard jr. 'Corey' genoemd. Rick is een nickname voor Richard. In de serie ontstond enkele keren verwarring over een pakje dat gericht was aan Richard Harrison, wat tot vreemde situaties leidde.

## Ontvangst en later (2011-2024)
In januari 2011 was Pawn Stars de serie met de hoogste kijkcijfers van History. Een aflevering die op 21 januari 2011 werd uitgezonden werd door zeven miljoen mensen bekeken en was de meest bekeken uitzending ooit op History, volgens het netwerk en Nielsen Media Research. In 2011 was het na  Jersey Shore de meest bekeken realityserie, met 7,6 miljoen kijkers. In 2016 bleek uit een onderzoek van de New York Times naar de 50 tv-shows met de meeste Facebooklikes dat Pawn Stars het populairst was op het platteland van Kentucky.
In Nederland wordt de serie uitgezonden op Veronica, RTL Z, RTL 7 en History, in België op 2BE en History. Eind december 2021 en in 2022 speelt de serie op RTL 7. In maart 2022 speelt seizoen 18 op RTL 7 en in op 29 maart 2022 begon seizoen 19. Van 2022 t/m 2023 kwamen ook de seizoenen 20 t/m 24 op RTL 7, sommige seizoenen bevatten veel 'best off'-afleveringen, zoals seizoen 23. In met name seizoen 24, is Jake Harrisson, een van de jongste zonen van Rick, te zien, als tijdelijke werknemer.
Rick heeft in de tussentijd (vanaf 2022) een heel landgoed met een eigen brandweerwagen, "Bald Valley", toevallig ondanks dat Rick kaal is en geen opzet. Hij bouwde daar zelf de stroomvoorziening en schafte een brandweerwagen aan, om meerdere redenen, de voornaamste omdat de brandweer er pas na een uur zou zijn. 
Alleen voor de serie zijn Rick, Corey en Chumlee nog in de winkel te zien. Chumlee heeft zijn eigen winkeltje en Rick heeft een druk zakenleven en is veel achter de schermen bezig, op kantoor of buiten de deur. Ook houdt Corey zich met andere zaken bezig, behalve als er opnames zijn.

### Seizoen 25
Op 15 mei 2024 ging seizoen 25 van start op RTL 7. In april 2024, was dat het in 2024 eerder opgenomen "Pawn Stars hit the Road (again)", waarbij diverse steden worden bezocht, om spullen te kopen. Het is hierbij vrijwel niet mogelijk om spullen te verpanden, aangezien ze op reis zijn. De verkoop blijft ook in Las Vegas, men richt zich alleen op de inkoop. Chumlee, Corey en Rick, zijn de vaste inkopers. Er lopen ook experts rond, die ze in kunnen schakelen, eventueel ook per videoverbinding. Deze serie loopt nog in mei en juni 2024 op RTL 7.

## Overzicht
| Seizoen | Afleveringen | Uitzenddata VS   | Uitzenddata VS   |
| Seizoen | Afleveringen | Seizoen premiere | Seizoen finale   |
| ------- | ------------ | ---------------- | ---------------- |
| 1       | 25           | 19 juli 2009     | 27 december 2009 |
| 2       | 33           | 18 januari 2010  | 12 juli 2010     |
| 3       | 30           | 16 augustus 2010 | 28 maart 2011    |
| 4       | 38           | 4 april 2011     | 24 oktober 2011  |
| 5       | 30           | 28 november 2011 | 5 maart 2012     |
| 6       | 28           | 9 april 2012     | 3 september 2012 |
| 7       | 35           | 5 november 2012  | 11 maart 2013    |
| 8       | 46           | 30 mei 2013      | 26 december 2013 |
| 9       | 52           | 2 januari 2014   | 26 juni 2014     |
| 10      | 48           | 10 juli 2014     | 12 december 2014 |
| 11      | 42           | 8 januari 2015   | 10 augustus 2015 |
| 12      | 45           | 22 oktober 2015  | 29 juni 2016     |
| 13      | 30           | 27 juli 2016     | 6 februari 2017  |
| 14      | 30           | 10 april 2017    | 28 augustus 2017 |
| 15      | 30           | 16 oktober 2017  | 27 juni 2018     |
| 16      | 20           | 21 januari 2019  | 19 augustus 2019 |
| 17      | 28           | 21 oktober 2019  | 27 juli 2020     |

## Over Pawn Stars
- Harrison, Rick (2011). License to Pawn: Deals, Steals, and My Life at the Gold & Silver. Hyperion Books, New York, 272. ISBN 1-4013-2430-4.